# Абатство Маредсу
Абатство Маредсу (на френски: Abbaye de Maredsous) е бенедиктинско абатство, в Ане, окръг Динан на провинция Намюр, Централна Белгия.

## История
Абатството е основано на 15 ноември 1872 г. като приорат от монаси бенедиктинци от абатство Бойрон в Германия, по инициатива на Хилдебранд де Хемптин, белгийски монах в Бойрон, който впоследствие става абат на Маредсу, и с подкрепата на братята Анри и Жул Декле, които плащат за проектиране и изграждане на внушителните манастирски сгради.
Абатските сгради са проектирани от архитект Жан Батист Бетюн (1831 – 1894), водеща фигура на неоготическия стил в белгийската архитектура през втората половина на ХІХ век. Строежът на манастира е завършен през 1892 г.
През 1878 г. приоратът Маредсу получава статут абатство от папа Лъв XIII и е част от Конгрегацията на Бойрон.
През 1888 г. девет монаси от абатството основават абатство Кайзерсберг в Льовен.
През 1903 г. в абатството е открито училище по изкуства, което през 1964 г. се обединява със Занаятчийското училище в Намюр в Технически институт на изкуствата и занаятите.
Днес Абатство Маредсу е действащ мъжки католически манастир – част от Бенедиктинския орден.

## БираМаредсу
В самото абатство никога не е съществувала собствена пивоварна. Рецептата за първата бира Maredsous 6 е създадена в абатството през 1949 г. от отец Атут, като производството е възложено на пивоварната Brasserie du Faleau в Шатолиньо, Белгия. Търговската марка и рецептата за бирата са собственост на абатството. През есента на 1949 г. е произведена и коледна бира Maredsous Noël с алкохолно съдържание 8 %, която впоследствие е преименувана на Maredsous 8.
Brasserie du Faleau затваря врати през 1960 г. и производството на абатската бира е поето от пивоварна Brasserie Caulier, която от своя страна се слива с Brasserie Ghlin. качеството на бирата не е добро и от абатството търсят друга пивоварна.
През 1964 г. абатството възлага производството на пивоварната Brouwerij Duvel Moortgat, която подобрява оригиналните рецепти. През 1972 г. на пазара е пусната Maredsous 9 Triple, а по-късно и Maredsous 6 Blonde. През 2001 г. пивоварната спира производството на Maredsous 6 Brune, и променя името на трипъла на Maredsous 10.
Търговския асортимент на бирата Maredsous включва следните марки:
- Maredsous 6 (Blonde) – светла силна бира с алкохолно съдържание 6 %.
- Maredsous 8 (Brune) – тъмна силна бира с алкохолно съдържание 8 %.
- Maredsous 10 (Triple) – тъмнокехлибарена силна бира с алкохолно съдържание 10 %.

Абатството получава парични отчисления за използване на търговската марка и наименованието Maredsous. Бирата е сертифицирана от Съюза на белгийските пивовари като „призната белгийска абатска бира“ (Erkend Belgisch Abdijbier) и може да носи лого, изобразяващо стилизирана чаша с кафява бира, вписана в готически прозорец-арка.

## Сирене Маредсу
Абатството е известно и с производството на сиренето Maredsous. То се прави от краве мляко има портокалова кора и пикантен аромат. В абатството се правят няколко вида сирене: Maredsous Tradition, Mi-Vieux (старо), Fumé (пушено), Fondu (фондю), Frais (прясно), Light и Fagotin.